# Tinshemet-Höhle
Die Tinschemet-Höhle (hebräisch מְעָרַת תִּנְשֶׁמֶת Məʿarat Tinschemet, deutsch ‚Schleiereulenhöhle‘, arabisch مغارة الوطواط, DMG Maġārat al-Waṭwāṭ ‚Höhle der Fledermäuse‘) ist eine archäologische und paläoanthropologische Fundstätte im Zentrum von Israel, gelegen im Chevel Modiʿin am Ostufer des Wadis Beit Arif, dessen Westufer zur Stadt Schoham gehört. Die rund 12 Meter lange Höhle liegt auf annähernd 100 Meter Höhe über dem Meeresspiegel und 15 Meter oberhalb des Flussbetts. Geborgen wurden aus der Höhle vor allem Steinwerkzeuge, die nach den Regeln der Levalloistechnik hergestellt worden sind und regelmäßig dem Neandertaler zugeschrieben werden, sowie rund 7500 Bruchstücke von zumeist rotem Ocker.
Der arabische Name der Höhle, Mugharet Al Watwat, verweist auf eine Fledermaus-Kolonie in der dritten (inneren) Kammer.

## Forschung
Erstmals wissenschaftlich erwähnt wurde die aus drei Kammern bestehende Karsthöhle 1942 durch den russisch-israelischen Archäologen Moshe Stekelis, der dort zahlreiche Tierknochen und Abschläge von Steinartefakten entdeckte. Nach Vorbereitungen im Jahr 2016 wird seit 2017 insbesondere der innere und äußere Eingangsbereich der Höhle unter der Leitung der Archäologen Yossi Zaidner (Hebräische Universität Jerusalem) und Israel Hershkovitz (Universität Tel Aviv) systematisch erforscht. Zwischen 2017 und 2019 wurden u. a. die Knochen von mindestens fünf Menschen aus dem mittleren Mittelpaläolithikum entdeckt: zwei davon in vollständig natürlicher Anordnung (ein Erwachsener und ein Kind), ferner drei isoliert liegende Schädel und diverse weitere, teils zusammenhänge Knochen und einzelne Zähne. Eines der Skelette (Tinshemet 2) wurde in seitlich linker Lage und in embryonaler Haltung aufgefunden, was als eine absichtsvolle Bestattung dieser Person interpretiert wurde; zwischen den Beinen lag ein Brocken Ocker. Angesichts eines Alters zwischen 120.000 bis 100.000 Jahren gilt dieser Fund als einer der frühesten Belege für eine Bestattung, wenn nicht sogar als die früheste. Tinshemet 1 ist ein nahezu intaktes Kinderskelett, das ebenfalls in seitlicher Lage, embryonaler Schlafhaltung und mit Blick zum Boden aufgefunden wurde. Zudem wurden Belege für den Gebrauch von Feuer nachgewiesen.
Ziel der fortlaufenden Untersuchungen des Tinshemet Cave Excavation Project ist es insbesondere, zu klären, welche Arten der Gattung Homo die Höhle bewohnten: Das Mittelpaläolithikum war vor ca. 100.000 Jahren jene Epoche, in der sich im Gebiet der Levante Neandertaler und anatomisch moderne Menschen (Homo sapiens) begegneten. Bislang (Stand: März 2025) ist die Zugehörigkeit der homininen Fossilien zu einer bestimmten Art (Neandertaler oder Homo sapiens) ungeklärt.
Ähnlich alt wie die Knochenfunde aus der Tinshemet-Höhle sind die Funde aus der Qafzeh-Höhle und aus der Skhul-Höhle sowie aus der Tabun-Höhle.

## Belege
1. 1 2 3  Yossi Zaidner et al.: Evidence from Tinshemet Cave in Israel suggests behavioural uniformity across Homo groups in the Levantine mid-Middle Palaeolithic circa 130,000–80,000 years ago. In: Nature Human Behaviour. Online-Veröffentlichung vom 11. März 2025, doi:10.1038/s41562-025-02110-y.
2. ↑  Tinshemet Cave, Preliminary Report, 27/12/2021. In: Chadaschot Archeologiyot. Band 133, 2021.
3. ↑  Tinshemet Cave Excavation Project auf der Website des Institute of Archaeology der Hebrew University of Jerusalem.
4. ↑  Josie Glausiusz: Picking away at fossilized skeletons. In: Nature. Band 581, 2020, S. 112, doi:10.1038/d41586-020-01319-3.
5. ↑   Pedro García, Yossi Zaidner, Cristiano Nicosia und Ruth Shahack-Gross: Site Formation Processes at Tinshemet Cave, Israel: Micro-Stratigraphy, Fire Use, and Cementation. In: Geoarchaeology. Band 40, Nr. 1, 2025, e22023, doi:10.1002/gea.22023.
6. ↑  About the Project. Auf: tinshemetcave.com, abgerufen am 11. März 2025.